# 普天王水
普天王 水（ふてんおう いづみ、1980年8月28日 - ）は、熊本県玉名郡天水町（現在の玉名市）出身で出羽海部屋に所属した元大相撲力士。本名は内田 水（うちだ いづみ）。現在は年寄・稲川。愛称はウッチー。身長181cm、体重161kg、血液型はO型。得意技は左四つ、寄り。最高位は西小結（2005年9月場所）。ブログ力士の先駆け的存在。普天王の四股名は、世の中の全てのことを意味する「普天」と「牛頭天王」に因んで父親に名づけられた。

## 来歴
小学生時代から相撲を初め、熊本県小天小学校時代にはわんぱく横綱となる。小さいころから大きかったので自然な流れで相撲を始め、最初は特に好きでも嫌いでもなかったが、始めてみたら意外と面白くて、それで続けてきたというのがそもそものきっかけである。文徳高校時代には同い年で、当時留学生として明徳義塾高等学校在学中であった、のちの朝青龍と対戦し勝利している。日本大学進学後は学生出身力士を多数輩出している相撲部に入部し、アマチュア横綱（2年時）を含め14個のタイトルを獲得。なお、同い年で同じく1999年スポーツ推薦で日大に進学した佐藤幸治とは、在学中から現在に至るまで親友。
2003年1月場所、幕下15枚目格の幕下付出で初土俵。デビュー場所、12日目を終えたところで6戦全勝とし、7番相撲に勝てば大相撲史上初の「初土俵から1場所で十両昇進」の快挙を果たすところだったが、もう1人の6戦全勝が同部屋の出羽乃富士だった為、7番相撲は筆頭（東）で3勝3敗、内田と同じく十両昇進の懸かる元十両琴乃峰と13日目に組まれた。当たって直ぐに内田得意の左四つとなり速攻をかけるが、土俵際に詰まった琴乃峰が捨て身の左下手投げを打つと内田は赤房下に横転、十両入りとなる7戦全勝を逃し史上初の快挙は成らなかった。翌14日目に幕下唯一の全勝力士となっていた兄弟子出羽乃富士の7番相撲があり、その出羽乃富士が十両の五剣山に敗れた為、千秋楽に1敗力士7人による幕下優勝決定戦に出場した。準決勝で物言いが付く微妙な相撲の末惜しくも敗れた（優勝は黒海）。西4枚目迄上がった翌3月場所も6勝1敗の好成績を挙げ、デビューから僅か2場所で十両に昇進し、四股名を本名の内田から普天王に改める。実力者犇く中で揉まれるが1年掛けて新入幕を果たす。頭髪の伸びが追い付かず入幕後4場所は大銀杏が結えずちょんまげで取った。
2005年2月よりブログを開始。5月場所では東前頭10枚目で11勝4敗の成績を挙げて、自身初の三賞（敢闘賞）を受賞した。翌7月場所でも西前頭3枚目で10勝5敗の成績を挙げ、三役まで上り詰めた。尚、この場所10日目の取組前には支度部屋の東西をいったん間違えて対戦相手の出島の顔を見てから気付き、出島に勝ったその日は「さすがに怒られるなぁ」と落ち付かなかったという逸話を引退後に語っている。成績の向上もあってブログとともに俄かに認知度が高まり、テレビや雑誌などマスコミ露出が増えていったのもこの頃である。
新小結で迎えた9月場所では初日に横綱朝青龍に完勝し、翌日の垣添戦にも勝って2連勝といい滑り出しで期待されたが、3日目からのまさかの8連敗で、5勝10敗と大きく負け越し、1場所で三役から降格した。翌11月場所では怪我で途中休場を余儀なくされ、その後しばらく中位に低迷したが、上位に戻った2006年11月場所では三大関（栃東・琴欧洲・千代大海）から白星を挙げ、台風の目になると期待されたが、その後はなかなか勝てず、5勝10敗と大きく負け越した。
下位に落ちた2007年5月場所では初日から中日にかけて8連勝し、一時優勝争いに絡んだが、結局中〜終盤に4連敗するなど失速して最終的に成績は10勝5敗に終わったが、自身としては11場所ぶりの二桁勝利を挙げた。その後しばらく幕内中位での土俵が続いたが、2008年に入り3月場所で10勝5敗と2桁勝利を挙げるなど3場所連続の勝ち越しで、7月場所で1年4ヶ月ぶりに幕内上位（東3枚目）に番付を上げた。しかし上位では全く通用せず、初日から6連敗するなどして負け越してしまい、結局3勝12敗に終わった。西前頭10枚目で迎えた9月場所では自己最多タイの11勝4敗の成績を挙げ、11月場所では自身初となる西前頭筆頭となったが、同場所は5勝10敗と負け越した。
2009年は6場所すべてで負け越す苦しい年となり、西前頭15枚目で迎えた9月場所で5勝10敗に終わったため、幕内から十両へ陥落した。1場所での幕内復帰を目指した11月場所では初日から4連勝したが、5日目に隠岐の海に敗れた一番で右大腿部裏の肉離れを起こして3日間の休場を余儀なくされ、10日目からの復帰後に3勝したものの負け越すという不運もあった。
2010年になっても普天王の調子は上がらず、西十両12枚目の5月場所で6勝9敗に終わったため、遂に入門3場所目以来守った関取の地位を失った。また出羽海部屋はこのことにより1898年5月場所以来112年ぶりに関取が消滅した。さらに、7年ぶりの幕下（東2枚目）で迎えるはずだった7月場所の前に発覚した大相撲野球賭博問題では野球賭博に関わったという自己申告を行った事で特別調査委員会から謹慎休場を勧告され、相撲協会もそれを受け入れたため、同場所を全休、9月場所では西幕下42枚目にまで番付を落とした。普天王はここでも3勝4敗と負け越し、2008年11月場所から12場所連続の負け越しとなった。幕下東51枚目に落ちた11月場所は13場所ぶりに勝ち越し、この場所を5勝2敗で終えた。
2011年5月4日、「春場所中止で気持ちが続かなくなった」という理由で現役を引退し、年寄稲川を襲名したことが日本相撲協会から発表された。当初は出羽海部屋で指導に当たっていたが、2014年6月25日に一門の千賀ノ浦部屋に移籍するも、千賀ノ浦部屋の一門替えで2016年5月8日に木瀬部屋に再移籍した。協会では相撲教習所の担当で、指導員として自ら胸を出すこともある。

## 人物
基本的に後先を考えない性格であり、引退後のインタビューで記者から「プロ入りは難しいか」ということは考えなかったと聞かれて「プロに入ったことがなかったから、あんまり難しさみたいなことは考えなかった。どれだけ自分がやれるのかなってだけ。要するに確実に関取になれるとかいう気持ちはさらさらなかったし、だからこそ自分がそれまでやってきたことが角界に入った時にどれだけ通用するのかなっていう気持ちだけで相撲取りにはなりましたね。まあ、だから後先全く考えてなかった。そのときは、全然」と答えた。プレッシャーには強い方であり、名門である出羽海部屋に入ったことに関しては「いや、名門だからと言ってプレッシャーはないでしょ。だってやるのは自分なんだから。他の人が相撲取るわけじゃないんだから。名門だから頑張んないといけないっていうのは違うと思った。まあ、これは個人差。自分はたまたまこういう性格だっただけで、他にはプレッシャーがある人だっているだろうし」と話している。

## 取り口
基本的に左四つと寄りを得意としていたが突き押しもある程度こなせた。上手を引いて前に出る強かった。四つ相撲を取るがもろ差しは上手くもなく頻度も低かった上に、投げもあまりなかった。弱点は腰高と半身相撲であり、引退後に「これらが安定した相撲を取れない理由ですね。自分でも努力して変えようとしたんですけど、練習ではできても本場所では中々できないんですよ」と悔やんでいた。

## エピソード
現役力士としては初めて、個人ブログを開設した。ブログを始めた経緯については「まず、そこに至るには何人かの人がいるんだけど…。その人たちは自分が相撲を好きだっていうのをわかってくれる人たちで、相撲のサイトを見てある方が『ちょっとこういう人たちと付き合ってみたらどう？』って勧めてくれた人の中にサイバーエージェントの社員さんがいらっしゃって『今うちの会社ではブログっていうのをやってるよ』って聞いたのがきっかけ。自分も何かやりたいんだけど見つからないみたいな感じは前からあったから、そのときはコレだ！って思わなかったんだけど、とりあえずやってみようという気持ちで始めたのが正直なところですね。だから本当に最初は手探りで、ブログって何？って状態だったから。今じゃ普通にこなせるけどね」と2012年のインタビューで明かしている。

## 主な成績

### 通算成績
- 通算成績：326勝347敗14休 勝率.484
- 幕内成績：231勝260敗4休 勝率.470
- 現役在位：49場所
- 幕内在位：33場所
- 三役在位：1場所（小結1場所）

### 三賞・金星
- 三賞：2回
  - 敢闘賞：1回（2005年5月場所）
  - 技能賞：1回（2005年7月場所）
- 金星：なし

### 場所別成績
| | 一月場所 初場所（東京） | 三月場所 春場所（大阪） | 五月場所 夏場所（東京） | 七月場所 名古屋場所（愛知） | 九月場所 秋場所（東京） | 十一月場所 九州場所（福岡） |
| --- | ----------------------- | ----------------------- | ----------------------- | --------------------------- | ----------------------- | --------------------------- |
| 2003年 （平成15年） | 幕下付出15枚目 6–1      | 西幕下4枚目 6–1         | 東十両11枚目 8–7        | 西十両6枚目 9–6             | 西十両4枚目 5–10        | 東十両7枚目 8–7             |
| 2004年 （平成16年） | 西十両4枚目 10–5        | 東前頭15枚目 7–8        | 西前頭15枚目 7–8        | 西前頭15枚目 10–5           | 東前頭10枚目 4–11       | 東前頭16枚目 7–8            |
| 2005年 （平成17年） | 西十両筆頭 9–6          | 西前頭13枚目 8–7        | 東前頭10枚目 11–4 敢    | 西前頭3枚目 10–5 技         | 西小結 5–10             | 東前頭2枚目 3–8–4           |
| 2006年 （平成18年） | 西前頭8枚目 9–6         | 東前頭4枚目 6–9         | 東前頭7枚目 9–6         | 東前頭5枚目 6–9             | 東前頭7枚目 9–6         | 西前頭2枚目 5–10            |
| 2007年 （平成19年） | 西前頭7枚目 8–7         | 東前頭4枚目 3–12        | 東前頭13枚目 10–5       | 西前頭7枚目 5–10            | 西前頭11枚目 8–7        | 西前頭9枚目 6–9             |
| 2008年 （平成20年） | 東前頭12枚目 8–7        | 東前頭10枚目 10–5       | 東前頭6枚目 9–6         | 東前頭3枚目 3–12            | 西前頭10枚目 11–4       | 西前頭筆頭 5–10             |
| 2009年 （平成21年） | 東前頭5枚目 5–10        | 西前頭9枚目 7–8         | 東前頭10枚目 6–9        | 東前頭13枚目 6–9            | 西前頭15枚目 5–10       | 西十両2枚目 7–5–3           |
| 2010年 （平成22年） | 東十両3枚目 4–11        | 西十両9枚目 6–9         | 西十両12枚目 6–9        | 東幕下2枚目 出場停止 0–0–7  | 西幕下42枚目 3–4        | 東幕下51枚目 5–2            |
| 2011年 （平成23年） | 西幕下37枚目 3–4        | 八百長問題 により中止   | 東幕下44枚目 引退 –     | x                           | x                       | x                           |
| 各欄の数字は、「勝ち-負け-休場」を示す。 優勝 引退 休場 十両 幕下 三賞：敢=敢闘賞、殊=殊勲賞、技=技能賞 その他：★=金星 番付階級：幕内 - 十両 - 幕下 - 三段目 - 序二段 - 序ノ口 幕内序列：横綱 - 大関 - 関脇 - 小結 - 前頭（「#数字」は各位内の序列） |                         |                         |                         |                             |                         |                             |

### 幕内対戦成績
| 力士名   | 勝数 | 負数 | 力士名   | 勝数 | 負数 | 力士名   | 勝数 | 負数 | 力士名   | 勝数 | 負数 |
| -------- | ---- | ---- | -------- | ---- | ---- | -------- | ---- | ---- | -------- | ---- | ---- |
| 朝青龍   | 1    | 4    | 朝赤龍   | 6    | 10   | 朝乃若   | 2    | 0    | 安美錦   | 5    | 8    |
| 阿覧     | 1    | 1    | 市原     | 0    | 1    | 岩木山   | 8    | 3    | 潮丸     | 2    | 2    |
| 皇司     | 4    | 0    | 魁皇     | 1    | 3    | 海鵬     | 5(1) | 3    | 垣添     | 7    | 5    |
| 鶴竜     | 1    | 4    | 春日王   | 9    | 5    | 春日錦   | 5    | 2    | 片山     | 1    | 0    |
| 稀勢の里 | 2    | 7(1) | 北桜     | 1    | 1    | 北太樹   | 1    | 0    | 木村山   | 2    | 1    |
| 旭鷲山   | 2    | 3    | 旭天鵬   | 1    | 7    | 豪栄道   | 1    | 6    | 光法     | 1    | 0    |
| 黒海     | 8    | 7    | 琴欧洲   | 2    | 9(1) | 琴奨菊   | 3    | 6    | 琴ノ若   | 2    | 3    |
| 琴光喜   | 2    | 7    | 琴龍     | 1    | 2    | 里山     | 2    | 0    | 霜鳳     | 2    | 2    |
| 十文字   | 4    | 3    | 駿傑     | 1    | 0    | 翔天狼   | 0    | 2    | 隆の鶴   | 1    | 0    |
| 隆乃若   | 2    | 1    | 高見盛   | 10   | 5    | 豪風     | 3    | 9    | 玉飛鳥   | 0    | 1    |
| 玉春日   | 5    | 1    | 玉乃島   | 5    | 3    | 玉鷲     | 2    | 1    | 千代大海 | 2    | 4    |
| 千代天山 | 1    | 0    | 千代白鵬 | 1    | 0    | 出島     | 8    | 4    | 闘牙     | 4    | 0    |
| 時津海   | 3    | 3    | 時天空   | 2    | 6    | 土佐ノ海 | 6    | 5    | 土佐豊   | 2    | 0    |
| 栃東     | 1    | 2    | 栃煌山   | 2    | 2    | 栃栄     | 1    | 2    | 栃ノ心   | 3    | 3    |
| 栃乃洋   | 11   | 2    | 栃乃花   | 4    | 0    | 豊桜     | 4    | 3    | 豊ノ島   | 6    | 10   |
| 豊響     | 3    | 2    | 白鵬     | 1    | 7    | 白露山   | 2    | 2    | 追風海   | 1    | 0    |
| 把瑠都   | 1    | 4    | 春ノ山   | 2    | 1    | 日馬富士 | 1    | 9    | 武州山   | 1    | 3    |
| 武雄山   | 3    | 1    | 寶智山   | 1    | 0    | 豊真将   | 2    | 3    | 北勝力   | 3    | 12   |
| 将司     | 1    | 1    | 雅山     | 0    | 9    | 猛虎浪   | 1    | 0    | 燁司     | 1    | 0    |
| 嘉風     | 9    | 4    | 龍皇     | 1    | 1    | 露鵬     | 4(1) | 2    | 若麒麟   | 0    | 2    |
| 若荒雄   | 0    | 1    | 若の里   | 6(1) | 4    | 若ノ鵬   | 0    | 3    | 和歌乃山 | 0    | 1    |

## 改名歴
- 内田 水（うちだ いづみ）2003年1月場所-2003年3月場所
- 普天王 水（ふてんおう -）2003年5月場所-2011年5月技量審査場所

## 年寄名
- 稲川 有樹（いながわ ゆうき）2011年5月4日-2018年10月28日
- 稲川 有希（- ゆうき）2018年10月29日-